# 第25回ブルーリボン賞 (鉄道)

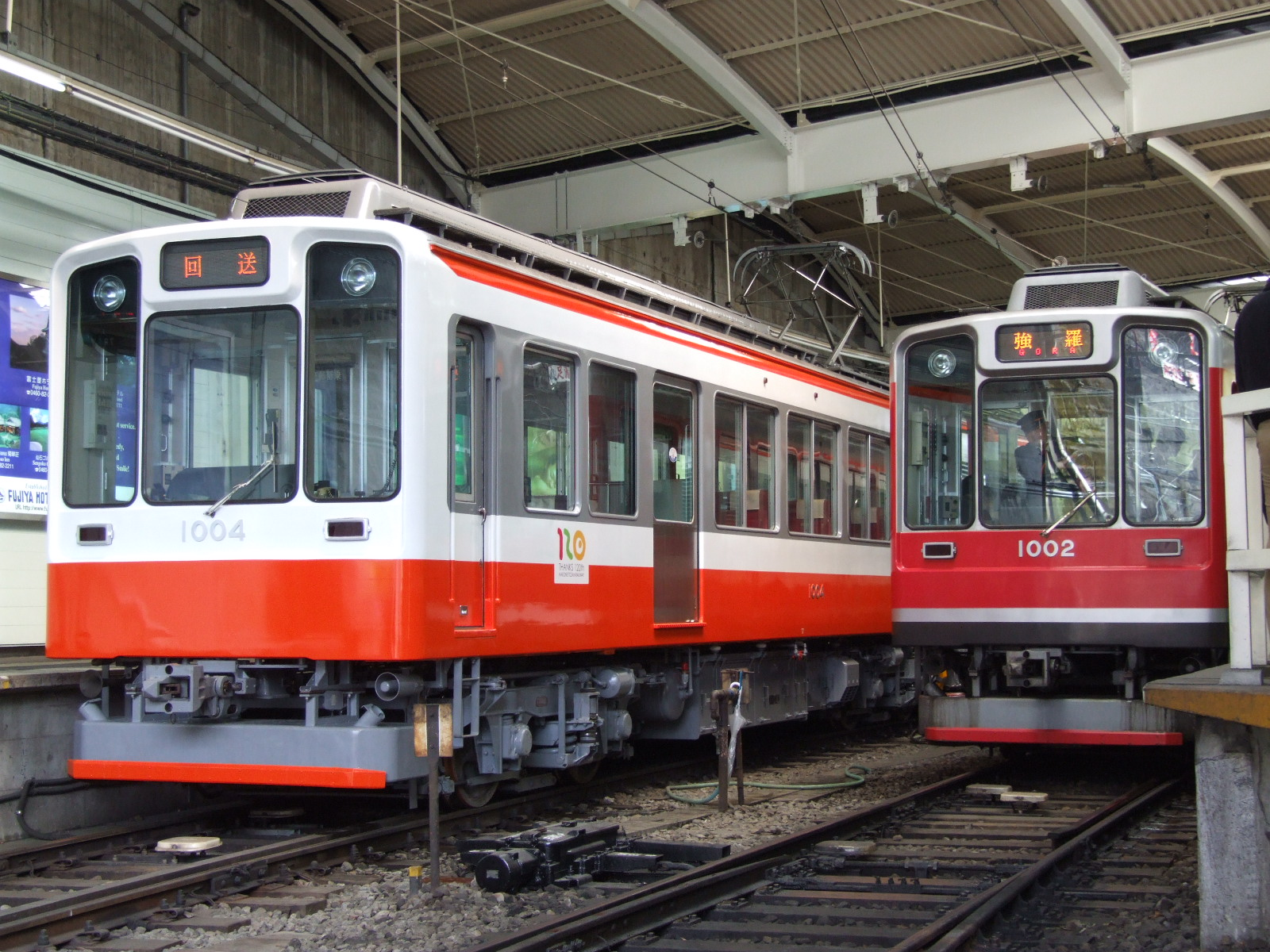
第25回ブルーリボン賞
箱根登山鉄道1000形

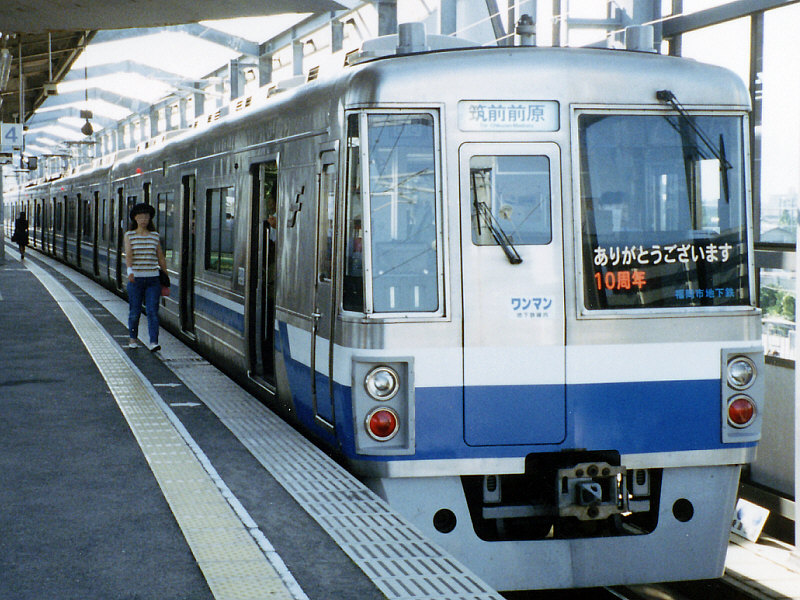
第22回ローレル賞
福岡市交通局1000系

第25回ブルーリボン賞（だい25かいブルーリボンしょう）は、1982年に鉄道友の会が選定したブルーリボン賞である。本項では、第22回ローレル賞（だい22かいローレルしょう）についても併せて記す。

## 概要
日本国内で使用する鉄道・軌道車両のうち、1981年1月1日から12月31日までの間に日本国内で営業運転に就いた新形式車両またはそれとみなせる車両で、候補車両決定の時点で現に営業をしていることを概ねの要件とする選定候補車両28車種のなかから、ブルーリボン賞・ローレル賞各1形式が選定された。

## 選定車両

### ブルーリボン賞
箱根登山鉄道 1000形電車全投票数7,824票中、2,153票を得票。山岳鉄道にふさわしい装備と新しいデザイン感覚が評価された。
- 次点は国鉄185系電車（1,334票）[1]

### ローレル賞
- 福岡市交通局 1000系電車

## 候補車両
鉄道友の会ブルーリボン賞・ローレル賞選考委員会が候補車両とした27車種。
| 会社名             | 車両形式 |
| ------------------ | --- |
| 日本国有鉄道       | 0系2000番台新幹線電車 105系電車 115系2000番台電車 185系電車 201系電車量産車 クモユニ143形電車 ワム89000形貨車 タキ11350形貨車 タキ11450形貨車 |
| 上信電鉄           | 250形電車 6000形電車 |
| 東武鉄道           | 5050系電車 9000系電車 |
| 西武鉄道           | 501系電車 |
| 帝都高速度交通営団 | 6000系電車4次車 8000系電車 |
| 箱根登山鉄道       | 1000形電車 |
| 京都市交通局       | 10系電車 |
| 近畿日本鉄道       | 1400系電車 8810系電車 16010系電車 |
| 阪神電気鉄道       | 5131形・5331形電車 |
| 大阪市交通局       | 100系電車 |
| 神戸新交通         | 8000型電車 |
| 山陽電気鉄道       | 3050系電車 |
| 岡山電気軌道       | 岡軌7000型電車 |
| 土佐電気鉄道       | 1000形電車 |
| 福岡市交通局       | 1000系電車 |